# پوتز ایکس‌وی
پوتز ایکس‌وی (به انگلیسی: Potez_XV) یک هواگرد ملخ‌پیشین تک‌موتوره از نوع عملیات شناسایی هوایی بمب‌افکن ساخت شرکت Potez است. هواگرد پوتز ایکس‌وی نخستین پروازش را در اکتبر ۱۹۲۱ میلادی انجام داد. این هواگرد در سال ۱۹۲۳ میلادی رسماً معرفی گردید و در سال‌های ۱۹۲۳–۱۹۲۶ تولید شده‌است. در مجموع، تعداد ۶۸۷ فروند از این هواگرد ساخته شده‌است.